# Gomel (tỉnh)
```

```

Tỉnh Gomel, hay tỉnh Homiel (tiếng Belarus: Го́мельская во́бласць, đã Latinh hoá: Homieĺskaja voblasć, Гомельская вобласьць, Homielskaja vobłaść; tiếng Nga: Гомельская область, đã Latinh hoá: Gomelskaya oblast) là một trong các tỉnh của Belarus. Trung tâm hành chính của tỉnh là Gomel.
Tổng diện tích của tỉnh là 40.400 km², dân số năm 2011 là 1.435.000 với mật độ dân số là 36 người/km².
Cả tỉnh Gomel và tỉnh Mogilev đều chịu thiệt hại nặng nề từ thảm họa Chernobyl . Tỉnh Gomel giáp ranh với Khu vực cách ly Chernobyl ở một số nơi, và một phần của tỉnh đã được chỉ định là khu vực tái định cư bắt buộc hoặc tự nguyện do ô nhiễm phóng xạ.

## Hành chính
Tỉnh Gomel bao gồm 21 huyện và 2 thành phố trực thuộc. Các huyện có 278 selsovet và 17 thành phố và thị trấn.
Các huyện
- Huyện Akciabrski
- Huyện Brahin
- Huyện Buda-Kashalyova
- Huyện Chachersk
- Huyện Dobrush
- Huyện Gomel
- Huyện Kalinkavichy
- Huyện Karma
- Huyện Khoiniki
- Huyện Lyelchytsy
- Huyện Loyew
- Huyện Mazyr
- Huyện Naroulia
- Huyện Pietrykaw
- Huyện Rahachow
- Huyện Rechytsa
- Huyện Svietlahorsk
- Huyện Vietka
- Huyện Yel'sk
- Huyện Zhlobin
- Huyện Zhytkavichy

Thành thị
| Tiếng Anh       | Tiếng Belarus | Dân số  |
| --------------- | ------------- | ------- |
| Gomel           | Го́мель        | 481.200 |
| Mazyr           | Мазы́р         | 111.800 |
| Zhlobin         | Жло́бін        | 72.800  |
| Svietlahorsk    | Светлаго́рск   | 71.700  |
| Rechytsa        | Рэчыца        | 66.200  |
| Kalinkavichy    | Калінкавічы   | 37.900  |
| Rahachow        | Рагачоў       | 34.700  |
| Dobrush         | Добруш        | 19.300  |
| Zhytkavichy     | Жыткавічы     | 16.900  |
| Khoiniki        | Хойнікі       | 14.200  |
| Pietrykaw       | Петрыкаў      | 10.600  |
| Yel'sk          | Ельск         | 10.000  |
| Buda-Kashalyova | Буда-Кашалёва | 9.500   |
| Naroulia        | Нароўля       | 8.200   |
| Vietka          | Ветка         | 7.800   |
| Chachersk       | Чачэрск       | 7.700   |
| Vasilievichy    | Васілевічы    | 4.500   |
| Brahin          | Брагін        | 3.700   |
| Turov           | Ту́раў         | 3.200   |

## Địa lý

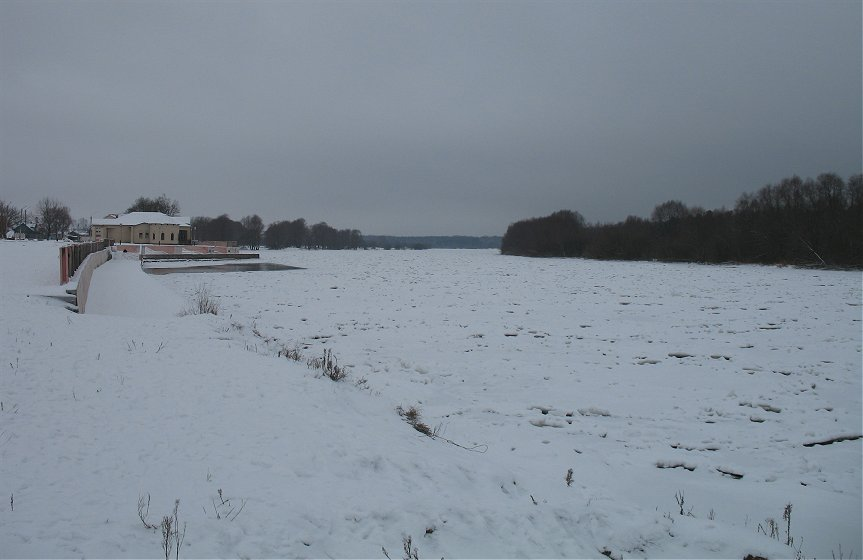
Sông Biarezina đóng băng tại Svietlahorsk.

Vườn quốc gia Pripyatsky chiếm 2% lãnh thổ của tỉnh. Mười một khu bảo tồn động vật hoang dã có tầm quan trọng quốc gia chiếm 2,1% diện tích của tỉnh.
Điểm cực nam của Belarus nằm ở tỉnh Gomel, trên sông Dnepr ở phía nam của khu định cư kiểu đô thị  Kamaryn, huyện Brahin.
Hồ lớn thứ 3 ở Belarus là hồ Chervonoye, nằm ở huyện Zhytkavichy của tỉnh Gomel.
Tỉnh Gomel giáp tỉnh Mogilev ở phía bắc, tỉnh Brest ở phía tây, Nga (tỉnh Bryansk) ở phía đông và Ukraina (tỉnh Chernihiv, tỉnh Kyiv và tỉnh Zhytomyr) ở phía nam và đông nam.

## Nhân khẩu

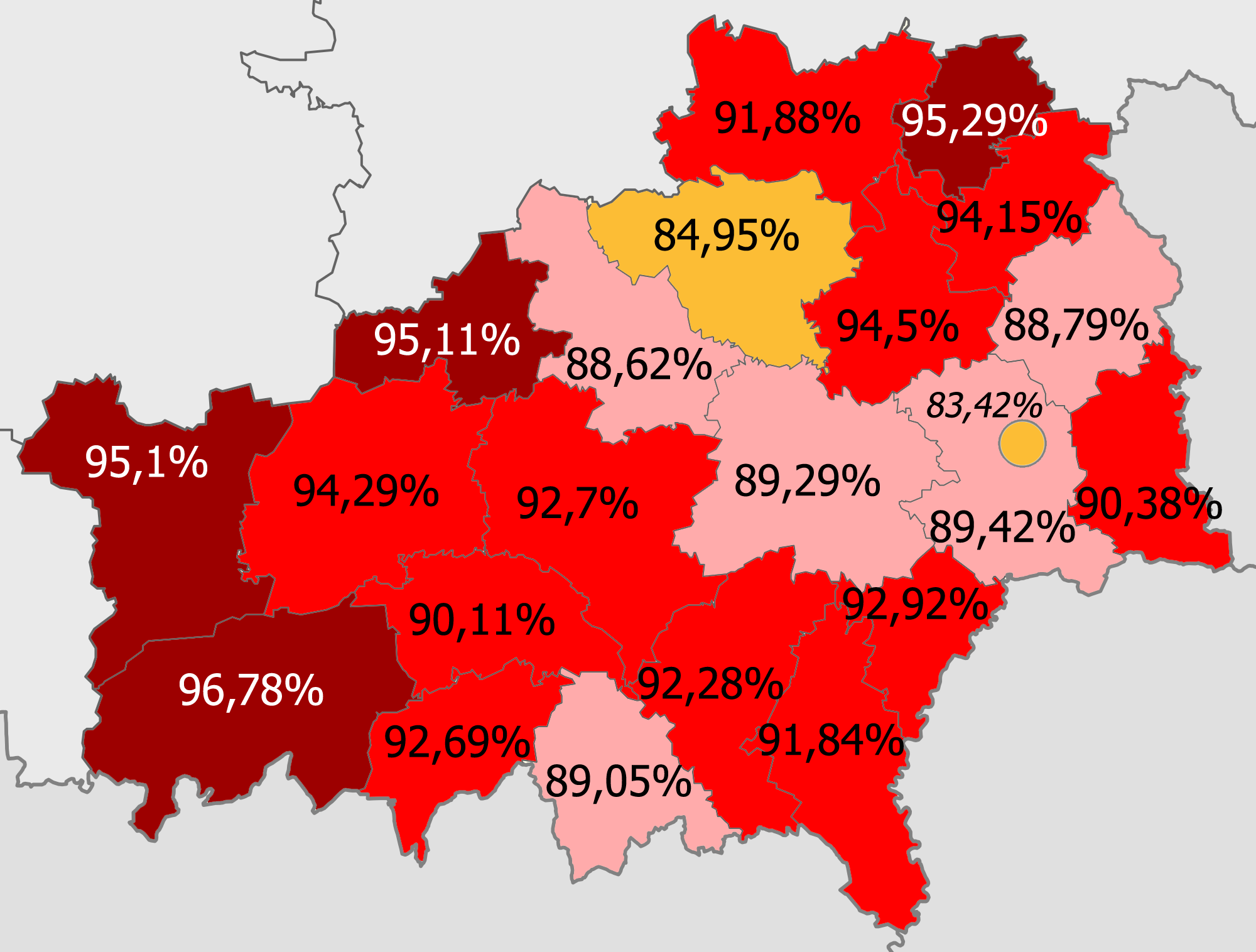
Người Belarus trong tỉnh  >95%  90–95%  85—90%  <85%
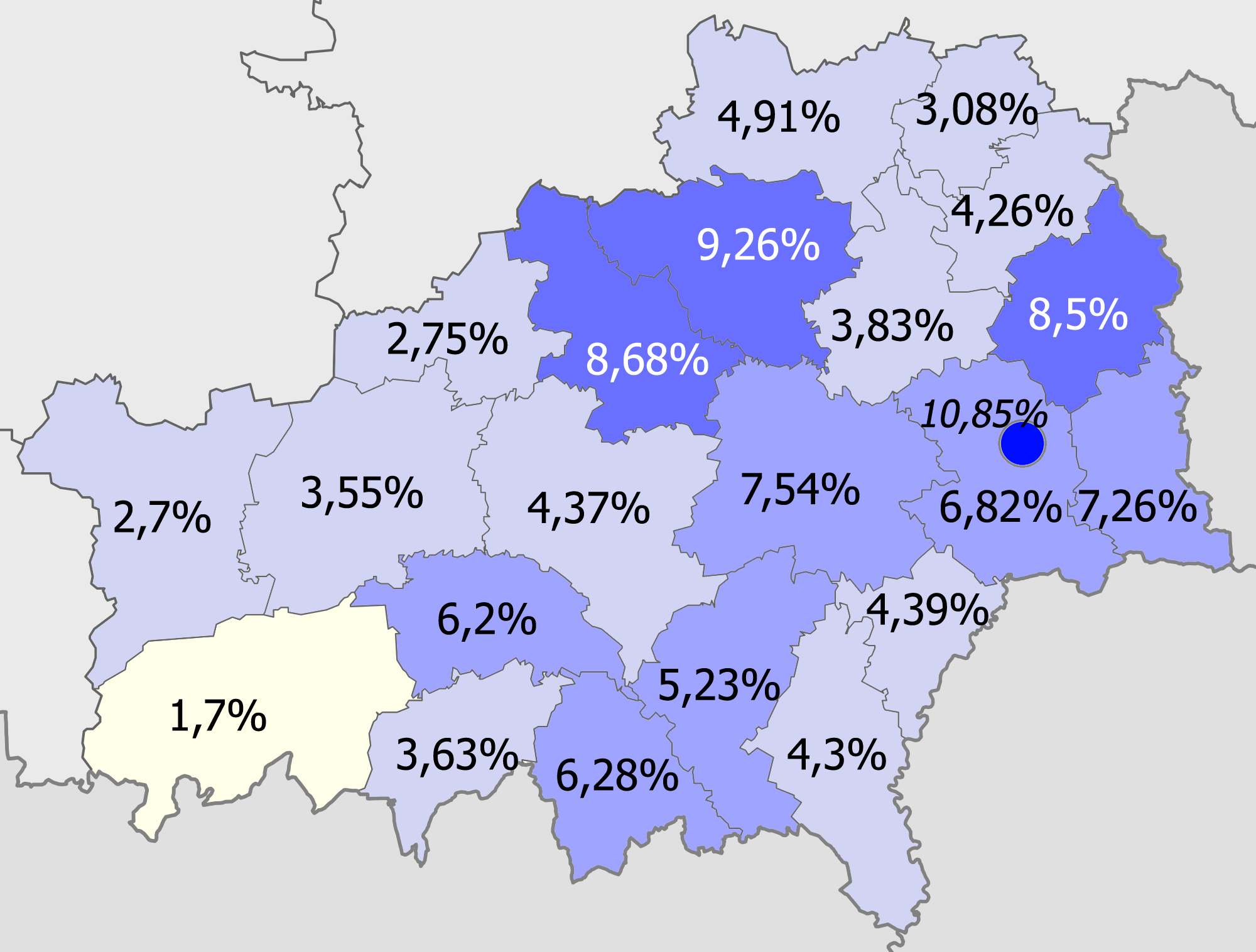
Người Nga trong tỉnh  >10%  8–10%  5–8%  2–5%  <2%
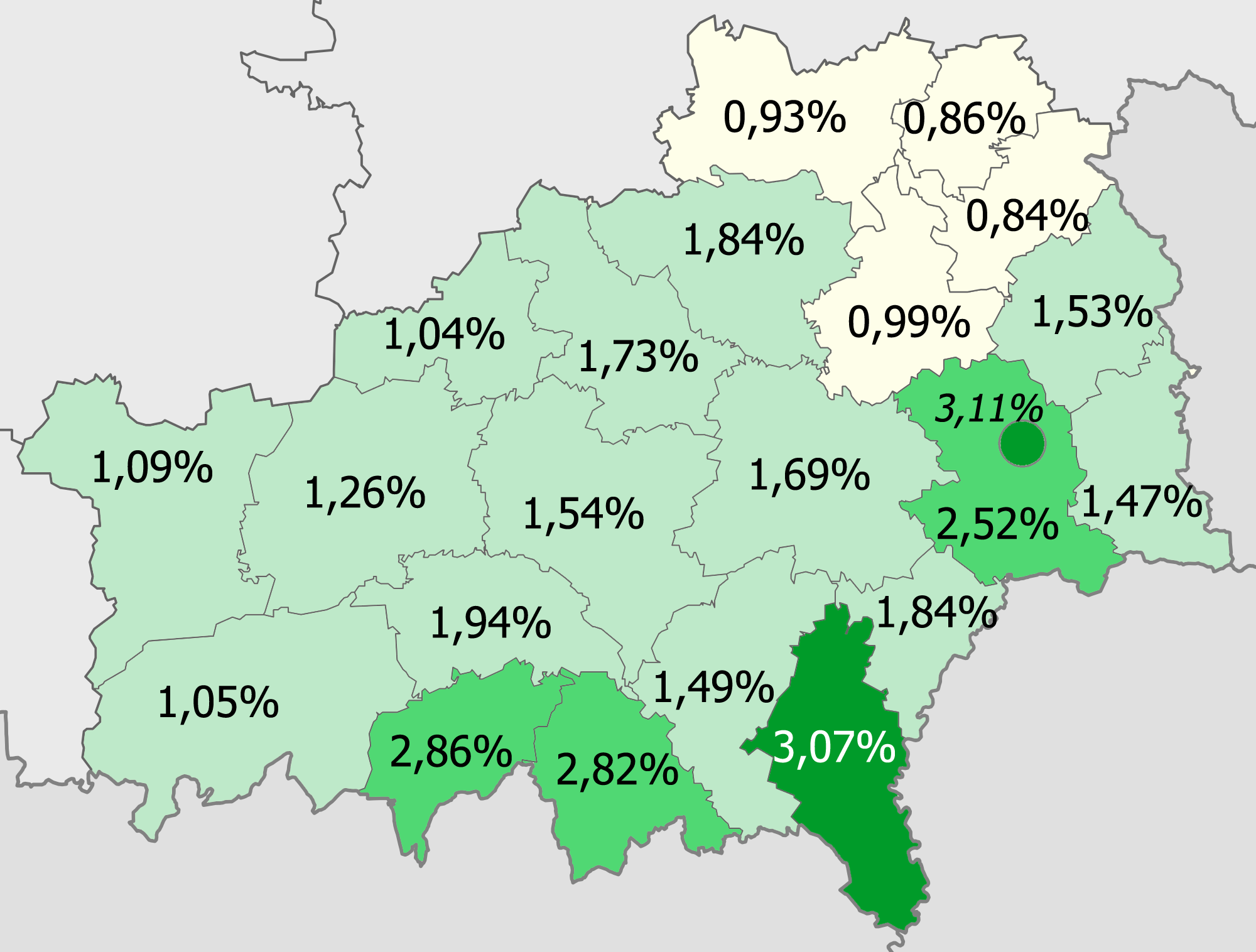
Người Ukraina trong tỉnh  >3%  2–3%  1–2%  <1%

## Kinh tế
Công nghiệp chế biến bao gồm rượu, bia, nước giải khát có cồn, rượu vang, bia và nước giải khát, công nghiệp sấy khô thực vật và đồ hộp. Mazyr là nơi có một trong những nhà máy lọc dầu lớn của Belarus.

## Giao thông
Tỉnh Gomel là một trung tâm giao thông chính. Các nút giao thông đường sắt chính bao gồm Gomel, Zhlobin và Kalinkavichy. Gomel nằm ở giao lộ của các đường cao tốc 95E Odesa – Kyiv – St. Petersburg, Bakhmach – Vilnius và M10 Bryansk – Brest. Giao thông đường sông cũng phổ biến trong khu vực với việc tàu di chuyển thường xuyên trên các sông Pripyat, Dnepr và Berezina.